# Hevelius (piwo)
Hevelius – marka jasnego piwa (14º Blg) produkowanego w latach 1985–2001 przez  browar w Gdańsku Wrzeszczu. Po zamknięciu browaru produkcję przeniesiono do browaru w Elblągu, należącego do Grupy Żywiec, odbiegając jednakże od standardów utrzymywanych przez browar w Gdańsku.
Nazwę nadano na cześć gdańskiego piwowara i browarnika Jana Heweliusza.
Przez pewien czas Browar w Elblągu produkował pod tą marką dwa piwa: Hevelius Classic i Hevelius Kaper, następnie odstępując od warzenia tego pierwszego. Piwo Hevelius Kaper było produkowane wcześniej w Gdańsku pod nazwą Kapra królewskiego.